# Untersuchungen zur antiken Literatur und Geschichte
Die Untersuchungen zur antiken Literatur und Geschichte (UaLG) sind eine wissenschaftliche Schriftenreihe aus dem Bereich der Klassischen Altertumswissenschaften. Sie wurde 1968 von Heinrich Dörrie und Paul Moraux ins Leben gerufen und erscheint seit ihrem Bestehen bei Walter de Gruyter. Die derzeitigen Herausgeber sind Marcus Deufert, Heinz-Günther Nesselrath und Peter Scholz.
In dieser Reihe erscheinen Monografien aus der Lateinischen und Griechischen Philologie, die vor allem sprachliche, textkritische oder gattungsgeschichtliche Themen behandeln, sowie Arbeiten aus dem Bereich der Alten Geschichte mit Schwerpunkten auf sozial-, politik-, finanz- und kulturgeschichtlichen Themenstellungen.

## Herausgeber
- Heinrich Dörrie (Bd. 1, 1968 – Bd. 17, 1977)
- Paul Moraux (Bd. 1, 1968 – Bd. 17, 1977)
- Winfried Bühler (Bd. 19, 1983 – Bd. 57, 1999)
- Peter Herrmann (Bd. 19, 1983 – Bd. 57, 1999)
- Otto Zwierlein (Bd. 19, 1983 – Bd. 122, 2016)
- Gustav Adolf Lehmann (Bd. 58, 2000 – Bd. 93, 2008)
- Heinz-Günther Nesselrath (seit Bd. 58, 2000)
- Peter Scholz (seit Bd. 94, 2008)
- Marcus Deufert (seit Bd. 123, 2016)

## Bandverzeichnis
| Band | Titel | Autoren/ Herausgeber                                                                   | Jahr          | Bemerkungen                                    | ISBN              |
| ---- | --- | -------------------------------------------------------------------------------------- | ------------- | ---------------------------------------------- | ----------------- |
| 1    | Sprachliche Untersuchungen zu Herondas | Volkmar Schmidt                                                                        | 1968          | zugl. Diss. FU Berlin 1966                     | 978-3-11-002567-5 |
| 2    | Täuschungsszenen in den Tragödien des Sophokles | Ursula Parlavantza-Friedrich                                                           | 1969          | zugl. Diss. Münster 1967                       | 978-3-11-002568-2 |
| 3    | Der Terenzkommentar des Donat im Codex Chigianus H VII 240 | Otto Zwierlein                                                                         | 1970          | zugl. Habil. FU Berlin 1970                    |                   |
| 4    | Gottähnlichkeit, Vergöttlichung und Erhöhung zu seligem Leben. Untersuchungen zur Herkunft der platonischen Angleichung an Gott | Dietrich Roloff                                                                        | 1970          |                                                | 978-3-11-102718-0 |
| 5    | Die Wissenschaft vom Guten und Bösen. Interpretationen zu Platons 'Charmides' | Bernd Witte                                                                            | 1970          | zugl. Diss. Münster 1966                       | 978-3-11-002571-2 |
| 6    | Die Komposition der Reden in der Ilias | Dieter Lohmann                                                                         | 1970          | zugl. Diss. Tübingen 1965                      | 978-3-11-006352-3 |
| 7    | Untersuchungen zu Senecas Fragmenten | Marion Lausberg                                                                        | 1970          | zugl. Diss. Münster 1969                       | 978-3-11-006351-6 |
| 8    | Plotin. Die Grossschrift III, 8 – V, 8 – V, 5 – II, 9 | Dietrich Roloff                                                                        | 1970          |                                                | 978-3-11-006412-4 |
| 9    | Die Quellenangaben bei Herodot. Studien zur Erzählkunst Herodots | Detlev Fehling                                                                         | 1971          |                                                | 978-3-11-003634-3 |
| 10   | Apuleius philosophus Platonicus. Untersuchungen zur Apologie (De magia) und zu De mundo | Frank Regen                                                                            | 1971          | zugl. Diss. Göttingen 1968                     | 978-3-11-003678-7 |
| 11   | Die Geographie des älteren Plinius in ihrem Verhältnis zu Varro. Versuch einer Quellenanalyse | Klaus Sallmann                                                                         | 1971          | zugl. Habil. Mainz 1968                        | 978-3-11-001838-7 |
| 12   | Die Funktion des Mythos bei Pindar. Interpretationen zu sechs Pindargedichten | Adolf Köhnken                                                                          | 1971          | zugl. Habil. Bonn 1970                         | 978-3-11-002374-9 |
| 13   | |                                                                                        |               |                                                |                   |
| 14   | Studies in Greek Elegy and Iambus | Martin Litchfield West                                                                 | 1974          |                                                | 978-3-11-004585-7 |
| 15   | |                                                                                        |               |                                                |                   |
| 16   | Untersuchungen zur textkritischen Methode des Zenodotos von Ephesos | Klaus Nickau                                                                           | 1977          | zugl. Habil. Bonn 1969                         | 978-3-11-001827-1 |
| 17   | Handlungsverlauf und Komik in den frühen Komödien des Aristophanes | Manfred Landfester                                                                     | 1977          | teilw. Habil. Bochum 1969/70                   | 978-3-11-006950-1 |
| 18   | |                                                                                        |               |                                                |                   |
| 19   | Isokrates. Seine Positionen in der Auseinandersetzung mit den zeitgenössischen Philosophen | Christoph Eucken                                                                       | 1983          | zugl. Habil. Bern 1980                         | 978-3-11-008646-1 |
| 20   | Studien zum Prolog der euripideischen Tragödie | Hartmut Erbse                                                                          | 1984          |                                                | 978-3-11-010000-6 |
| 21   | |                                                                                        |               |                                                |                   |
| 22   | Lukians Parasitendialog. Untersuchungen und Kommentar | Heinz-Günther Nesselrath                                                               | 1985          | zugl. Diss. Köln 1981                          | 978-3-11-010277-2 |
| 23   | Tantarum causas irarum. Untersuchungen zur einleitenden Bücherdyade der Punica des Silius Italicus | Jochem Küppers                                                                         | 1986          | zugl. Habil. Bonn 1984                         | 978-3-11-010610-7 |
| 24   | Untersuchungen zur Funktion der Götter im homerischen Epos | Hartmut Erbse                                                                          | 1986          |                                                | 978-3-11-010777-7 |
| 25   | Der Sinn der Aporien in den Dialogen Platons. Übungsstücke zur Anleitung im philosophischen Denken | Michael Erler                                                                          | 1987          | zugl. Habil. Konstanz 1984/85                  | 978-3-11-010704-3 |
| 26   | Mysterienterminologie bei Platon, Philon und Klemens von Alexandrien | Christoph Riedweg                                                                      | 1987          | zugl. Diss. Zürich 1985                        | 978-3-11-010807-1 |
| 27   | Diocletian und die Erste Tetrarchie. Improvisation oder Experiment in der Organisation monarchischer Herrschaft? | Frank Kolb                                                                             | 1987          |                                                | 978-3-11-010934-4 |
| 28   | Der Einfluss Ovids auf den Tragiker Seneca | Rainer M. Jakobi                                                                       | 1988          | zugl. Diss. Bonn 1986                          | 978-3-11-011264-1 |
| 29   | Die zehnte Rede des Lysias. Einleitung, Text und Kommentar mit einem Anhang über die Gesetzesinterpretationen bei den attischen Rednern | Michael Hillgruber                                                                     | 1989          | zugl. Diss. Bonn 1986                          | 978-3-11-011556-7 |
| 30   | Scholastica materia. Untersuchungen zu den Declamationes minores und der Institutio oratoria Quintilians | Joachim Dingel                                                                         | 1988          | zugl. Habil. Tübingen 1971/72                  | 978-3-11-011462-1 |
| 31   | Senecas Phoenissen. Einleitung und Kommentar | Theo Hirschberg                                                                        | 1989          | zugl. Diss. Bonn 1987/88                       | 978-3-11-011630-4 |
| 32   | Studien zur Dichtersprache Senecas. Abundanz. Explikativer Ablativ. Hypallage | Michael Hillen                                                                         | 1989          | zugl. Diss. Bonn 1987/88                       | 978-3-11-011798-1 |
| 33   | Thukydides-Interpretationen | Hartmut Erbse                                                                          | 1989          |                                                | 978-3-11-012126-1 |
| 34   | Medical Theories in Hippocrates. Early Texts and the „Epidemics“ | Volker Langholf                                                                        | 1992          | zugl. Habil. Hamburg 1984                      | 978-3-11-011956-5 |
| 35   | Pyrsos Hymnon. Festliche Gegenwart und mythisch-rituelle Tradition als Voraussetzung einer Pindarinterpretation (Isthmie 4, Pythie 5, Olympie 1 und 3) | Eveline Krummen                                                                        | 1990          | zugl. Diss. Zürich 1987                        | 978-3-11-012231-2 |
| 36   | Die attische Mittlere Komödie. Ihre Stellung in der antiken Literaturkritik und Literaturgeschichte | Heinz-Günther Nesselrath                                                               | 1990          | zugl. Habil. Köln 1987                         | 978-3-11-012196-4 |
| 37   | Paian. Studien zur Geschichte einer Gattung | Lutz Käppel                                                                            | 1992          | zugl. Diss. Tübingen 1990                      | 978-3-11-012967-0 |
| 38   | Studien zum Verständnis Herodots | Hartmut Erbse                                                                          | 1992          |                                                | 978-3-11-013621-0 |
| 39   | Die kosmische Dimension in den Tragödien Senecas | Christine Schmitz                                                                      | 1993          | zugl. Diss. Bonn 1990/91                       | 978-3-11-013517-6 |
| 40   | Apollinaris Sidonius, carm. 22: Burgus Pontii Leontii. Einleitung, Text und Kommentar | Norbert Delhey                                                                         | 1993          | zugl. Diss. Bonn 1991/92                       | 978-3-11-013631-9 |
| 41   | Die Welt der Römer. Studien zu ihrer Literatur, Geschichte und Religion | Carl Joachim Classen (Autor), Meinolf Vielberg (Herausgeber)                           | 1993          |                                                | 978-3-11-013840-5 |
| 42   | Die römische Politik und die Piraterie im östlichen Mittelmeer vom 3. bis zum 1. Jh. v. Chr. | Hartel Pohl                                                                            | 1993          | zugl. Diss. Hamburg 1991/92                    | 978-3-11-013890-0 |
| 43   | Symmachie und Spondai. Untersuchungen zum griechischen Völkerrecht der archaischen und klassischen Zeit (8.–5. Jahrhundert v. Chr.) | Ernst Baltrusch                                                                        | 1994          | zugl. Habil. TU Berlin 1992                    | 978-3-11-013745-3 |
| 44   | Xenophon of Ephesus. His Compositional Technique and the Birth of the Novel | James N. O’Sullivan                                                                    | 1995          |                                                | 978-3-11-014310-2 |
| 45   | Das nachrepublikanische Finanzsystem. Fiscus und Fisci in der frühen Kaiserzeit | Michael Alpers                                                                         | 1995          | zugl. Diss. Hamburg 1993                       | 978-3-11-014562-5 |
| 46   | Hegemon und Symmachoi. Untersuchungen zum Zweiten Athenischen Seebund | Martin Dreher                                                                          | 1995          | zugl. Habil. Konstanz 1991                     | 978-3-11-014444-4 |
| 47   | Die Kunst der Exegese im Terenzkommentar des Donat | Rainer M. Jakobi                                                                       | 1996          | zugl. Habil. Bonn 1993                         | 978-3-11-014458-1 |
| 48   | Pseudo-Lukrezisches im Lukrez. Die unechten Verse in Lukrezens “De rerum natura” | Marcus Deufert                                                                         | 1996          | zugl. Diss. Bonn 1995                          | 978-3-11-015046-9 |
| 49   | Die syrische Chronik des Josua Stylites | Andreas Luther                                                                         | 1997          | zugl. Diss. FU Berlin 1995                     | 978-3-11-015470-2 |
| 50   | Unplanned Wars. The Origins of the First and Second Punic Wars | B. Dexter Hoyos                                                                        | 1998          |                                                | 978-3-11-015564-8 |
| 51   | Vergils Weitsicht. Optimismus und Pessimismus in Vergils Georgica | Robert A. Cramer                                                                       | 1998          | zugl. Diss. Bonn 1997                          | 978-3-11-015728-4 |
| 52   | Die Imitation antiker und spätantiker Literatur in der Dichtung „De spiritalis historiae gestis“ des Alcimus Avitus. Mit einem Kommentar zu Avit. carm. 4,429–540 und 5,526–703                                                                                | Alexander Arweiler                                                                     | 1999          | zugl. Diss. Bonn 1998                          | 978-3-11-016248-6 |
| 53   | Apollodoros „Against Neaira“ [D 59]. Introduction, Translation and Commentary | Konstantinos A. Kapparis                                                               | 1999          |                                                | 978-3-11-016390-2 |
| 54   | Titel und Text. Zur Entwicklung lateinischer Gedichtüberschriften. Mit Untersuchungen zu lateinischen Buchtiteln, Inhaltsverzeichnissen und anderen Gliederungsmitteln                                                                                         | Bianca-Jeanette Schröder                                                               | 1999          | zugl. Diss. Hamburg 1998                       | 978-3-11-016453-4 |
| 55   | Der Horazkommentar des Porphyrio im Rahmen der kaiserzeitlichen Schul- und Bildungstradition | Silke Diederich                                                                        | 1999          | zugl. Diss. Bonn 1998/99                       | 978-3-11-016389-6 |
| 56   | Vergils Äneis und die antike Homerexegese. Untersuchungen zum Einfluß ethischer und kritischer Homerrezeption auf imitatio und aemulatio Vergils | Tilman Schmit-Neuerburg                                                                | 1999          | zugl. Diss. Bonn 1998/99                       | 978-3-11-016558-6 |
| 57   | Prolegomena. Band 1 in Die Ovid- und Vergil-Revision in tiberischer Zeit | Otto Zwierlein                                                                         | 1999          |                                                | 978-3-11-016635-4 |
| 58   | Das Satirische in Juvenals Satiren | Christine Schmitz                                                                      | 2000          | zugl. Habil. Marburg 1997                      | 978-3-11-016925-6 |
| 59   | Erscheinungsformen komischen Sprechens bei Aristophanes | Gerrit Kloss                                                                           | 2001          | zugl. Habil. Göttingen 1999                    | 978-3-11-017000-9 |
| 60   | Language in Vergil’s Eclogues | Michael Lipka                                                                          | 2001          |                                                | 978-3-11-016936-2 |
| 61   | Philippus Arabs. Ein Soldatenkaiser in der Tradition des antoninisch-severischen Prinzipats | Christian Körner                                                                       | 2002          |                                                | 978-3-11-017205-8 |
| 62   | Textgeschichte und Rezeption der plautinischen Komödien im Altertum | Marcus Deufert                                                                         | 2002          | zugl. Habil. Göttingen 2001                    | 978-3-11-017336-9 |
| 63   | Tragic Narrative. A Narratological Study of Sophocles' Oedipus at Colonus | Andreas Markantonatos                                                                  | 2002          |                                                | 978-3-11-017401-4 |
| 64   | Der Kommentar des Iohannes de Segarellis zu Senecas 'Hercules furens'. Erstedition und Analyse | Kerstin Hafemann                                                                       | 2003          | zugl. Diss. Halle-Wittenberg 2000/01           | 978-3-11-017239-3 |
| 65   | Die römische Gesellschaft bei Galen. Biographie und Sozialgeschichte | Heinrich Schlange-Schöningen                                                           | 2003          | zugl. Habil. FU Berlin 2001                    | 978-3-11-017850-0 |
| 66   | Tragik und Metatragik. Euripides' Bakchen und die moderne Literaturwissenschaft | Gyburg Radke                                                                           | 2003          |                                                | 978-3-11-018022-0 |
| 67   | Christus, Nikodemus und die Samaritanerin bei Juvencus. Mit einem Anhang zur lateinischen Evangelienvorlage | Cornel Heinsdorff                                                                      | 2003          | zugl. Diss. Bonn 2002/03                       | 978-3-11-017851-7 |
| 68   | Cicero rhetor. Die Partitiones oratoriae und das Konzept des gelehrten Politikers | Alexander Arweiler                                                                     | 2003          |                                                | 978-3-11-018096-1 |
| 69   | Poetische Argumentation. Die Funktion der Gnomik in den Epinikien des Bakchylides | Jan Stenger                                                                            | 2004          | zugl. Diss. Kiel 2003                          | 978-3-11-018127-2 |
| 70   | Epic grief. Personal Laments in Homer’s Iliad | Christos Tsagalis                                                                      | 2004          | zugl. Diss. Cornell University 1998            | 978-3-11-017944-6 |
| 71   | Seneca. Band 1 in Lucubrationes Philologae | Otto Zwierlein (Autor), Rainer M. Jakobi/Rebekka Junge/Christine Schmitz (Herausgeber) | 2004          |                                                | 978-3-11-018180-7 |
| 72   | Antike und Mittelalter. Band 2 in Lucubrationes Philologae | Otto Zwierlein (Autor), Rainer M. Jakobi/Rebekka Junge/Christine Schmitz (Herausgeber) | 2004          |                                                | 978-3-11-018181-4 |
| 73   | Epic Succession and Dissension. Ovid, Metamorphoses 13.623-14.582, and the Reinvention of the Aeneid | Sophia Papaioannou                                                                     | 2005          |                                                | 978-3-11-018326-9 |
| 74   | Von Gnathon zu Saturio. Die Parasitenfigur und das Verhältnis der römischen Komödie zur griechischen | Andrea Antonsen-Resch                                                                  | 2005          | zugl. Diss. Bern 2003                          | 978-3-11-018167-8 |
| 75   | Aphrodite und Eros in der antiken Tragödie. Mit Ausblicken auf motivgeschichtlich verwandte Dichtungen | Ursula Bittrich                                                                        | 2005          | zugl. Diss. Bonn 2004/05                       | 978-3-11-018555-3 |
| 76   | Lucien et la tragédie | Orestis Karavas                                                                        | 2005          |                                                | 978-3-11-018493-8 |
| 77   | Grillius. Überlieferung und Kommentar | Rainer M. Jakobi                                                                       | 2005          |                                                | 978-3-11-017976-7 |
| 78   | Das Lächeln des Parmenides. Proklos' Interpretationen zur Platonischen Dialogform | Gyburg Uhlmann                                                                         | 2006          |                                                | 978-3-11-019014-4 |
| 79   | Der Mönchsbischof von Tours im 'Martinellus'. Zur Form des hagiographischen Dossiers und seines spätantiken Leitbilds | Meinolf Vielberg                                                                       | 2006          |                                                | 978-3-11-018858-5 |
| 80   | A Commentary on Euripides' Iphigenia in Tauris | Poulheria Kyriakou                                                                     | 2006          |                                                | 978-3-11-019099-1 |
| 81   | Literatur gewordener Augenblick. Die 'Silven' des Statius im Kontext literarischer und sozialer Bedingungen von Dichtung | Meike Rühl                                                                             | 2006          | zugl. Diss. Gießen 2004                        | 978-3-11-019112-7 |
| 82   | Zwischen Rhetorik und Philosophie. Augustins Argumentationstechnik in 'De civitate Dei' und ihr bildungsgeschichtlicher Hintergrund | Christian Tornau                                                                       | 2006          | zugl. Habil. Jena 2004                         | 978-3-11-019130-1 |
| 83   | Die Poetik des Aristoteles in der Dichtungstheorie des Cinquecento | Brigitte Kappl                                                                         | 2006          | zugl. Diss. Marburg 2001                       | 978-3-11-018952-0 |
| 84   | Seneca und die Stoa: Der Platz des Menschen in der Welt. Band 1: Text. Band 2: Anhänge, Literatur, Anmerkungen und Register | Jula Wildberger                                                                        | 2006          |                                                | 978-3-11-019148-6 |
| 85   | Aristophanes und Eupolis. Zur Geschichte einer dichterischen Rivalität | Natalia Kyriakidi                                                                      | 2007          | zugl. Diss. Göttingen 2006                     | 978-3-11-019139-4 |
| 86   | Uneigentliches Sprechen und Bildermischung in den Elegien des Properz | Thomas Riesenweber                                                                     | 2007          |                                                | 978-3-11-019249-0 |
| 87   | Oedipus at Colonus. Sophocles, Athens, and the World | Andreas Markantonatos                                                                  | 2007          |                                                | 978-3-11-019326-8 |
| 88   | Römische Agrarhandbücher zwischen Fachwissenschaft, Literatur und Ideologie | Silke Diederich                                                                        | 2007          |                                                | 978-3-11-019954-3 |
| 89   | Redesigning Achilles. 'Recycling' the Epic Cycle in the 'Little Iliad' (Ovid, Metamorphoses 12.1-13.622) | Sophia Papaioannou                                                                     | 2007          |                                                | 978-3-11-020048-5 |
| 90   | Untersuchungen zur Gestaltung und zum historischen Stoff der „Johannis“ Coripps | Thomas Gärtner                                                                         | 2008          |                                                | 978-3-11-020107-9 |
| 91   | |                                                                                        |               |                                                |                   |
| 92   | |                                                                                        |               |                                                |                   |
| 93   | Der Autor und sein Text. Die Verfälschung des Originals im Urteil antiker Autoren | Markus Mülke                                                                           | 2008          | zugl. Diss. Münster 2004                       | 978-3-11-020250-2 |
| 94   | Rhetorik und Geschichte. Eine Studie zu den Kriegsreden im ersten Buch des Thukydides | Martin Hagmaier                                                                        | 2008          | zugl. Diss. Regensburg 2007                    | 978-3-11-020691-3 |
| 95   | Theognis und die Theognidea | Hendrik Selle                                                                          | 2008          | zugl. Diss. HU Berlin 2008                     | 978-3-11-020926-6 |
| 96   | Petrus in Rom. Die literarischen Zeugnisse. Mit einer kritischen Edition der Martyrien des Petrus und Paulus auf neuer handschriftlicher Grundlage | Otto Zwierlein                                                                         | 12009, 22010  |                                                | 978-3-11-020808-5 |
| 97   | Hellenische Identität in der Spätantike. Pagane Autoren und ihr Unbehagen an der eigenen Zeit | Jan Stenger                                                                            | 2009          | zugl. Habil. Kiel 2007/08                      | 978-3-11-021328-7 |
| 98   | Timon of Phlius. Pyrrhonism into Poetry | Dee L. Clayman                                                                         | 2009          |                                                | 978-3-11-022080-3 |
| 99   | Menanders „Kolax“. Ein Beitrag zu Rekonstruktion und Interpretation der Komödie. Mit Edition und Übersetzung der Fragmente und Testimonien sowie einem dramaturgischen Kommentar                                                                               | Matthias J. Pernerstorfer                                                              | 2009          | zugl. Diss. Wien 2005                          | 978-3-11-022127-5 |
| 100  | Die Leserlenkung durch Tacitus in den Tiberius- und Claudiusbüchern der „Annalen“ | Michael Hausmann                                                                       | 2009          | zugl. Diss. Bonn 2007                          | 978-3-11-021876-3 |
| 101  | Der „Euagoras“ des Isokrates. Ein Kommentar | Evangelos Alexiou                                                                      | 2010          |                                                | 978-3-11-022988-2 |
| 102  | Das Gleiche im Verschiedenen. Metapher des Sports und Lob des Siegers in Pindars Epinikien | Claas Lattmann                                                                         | 2010          | zugl. Diss. Kiel 2008                          | 978-3-11-024710-7 |
| 103  | Sonne und Mond, Kalender und Uhr. Studien zur Darstellung und poetischen Reflexion der Zeitordnung in der römischen Literatur | Anja Wolkenhauer                                                                       | 2011          | zugl. Habil. Hamburg 2008                      | 978-3-11-024712-1 |
| 104  | Die Macht der memoria. Die „Noctes Atticae“ des Aulus Gellius im Licht der Erinnerungskultur des 2. Jahrhunderts n. Chr. | Christine Heusch                                                                       | 2011          | zugl. Habil. Düsseldorf 2009                   | 978-3-11-024537-0 |
| 105  | The Ideology of Classicism. Language, History, and Identity in Dionysius of Halicarnassus | Nicolas Wiater                                                                         | 2011          | zugl. Diss. Bonn 2008                          | 978-3-11-025658-1 |
| 106  | Götter, Mythen, Philosophen. Lukian und die paganen Göttervorstellungen seiner Zeit | Fabio Berdozzo                                                                         | 2011          | zugl. Diss. Göttingen 2007                     | 978-3-11-025459-4 |
| 107  | Beiträge zu den Fragmenten des Klearchos von Soloi | Stavros Tsitsiridis                                                                    | 2013          |                                                | 978-3-11-025967-4 |
| 108  | Unsterblichkeitsglaube in den griechischen Versinschriften | Matylda Obryk                                                                          | 2012          | zugl. Diss. Köln 2010                          | 978-3-11-028177-4 |
| 109  | Petrus und Paulus in Jerusalem und Rom. Vom Neuen Testament zu den apokryphen Apostelakten | Otto Zwierlein                                                                         | 2013          |                                                | 978-3-11-030331-5 |
| 110  | Die „Geographie“ des Ptolemaios im Spiegel der griechischen Handschriften | Renate Burri                                                                           | 2013          | zugl. Diss. Göttingen 2010                     | 978-3-11-028016-6 |
| 111  | Bildungsvorstellungen im 5. Jahrhundert n. Chr. Macrobius, Martianus Capella und Sidonius Apollinaris | Matthias Gerth                                                                         | 2013          | zugl. Diss. Göttingen 2011                     | 978-3-11-030197-7 |
| 112  | Euripides' „Alcestis“. Narrative, Myth, and Religion | Andreas Markantonatos                                                                  | 2013          |                                                | 978-3-11-033085-4 |
| 113  | „Cato Peripateticus“ – stoische und peripatetische Ethik im Dialog. Cic. „fin.“ 3 und der Aristotelismus des ersten Jh. v. Chr. (Xenarchos, Boethos und 'Areios Didymos')                                                                                      | Philip Schmitz                                                                         | 2014          | zugl. Diss. Köln 2011                          | 978-3-11-033707-5 |
| 114  | Pseudo-Euripides, „Rhesus“. Edited with Introduction and Commentary | Almut Fries                                                                            | 2014          |                                                | 978-3-11-036501-6 |
| 115  | Playful Philosophy and Serious Sophistry. A Reading of Plato’s „Euthydemus“ | Georgia Sermamoglou-Soulmaidi                                                          | 2014          | zugl. Diss. University of Virginia 2012        | 978-3-11-036809-3 |
| 116  | Die Urfassungen der Martyria Polycarpi et Pionii und das Corpus Polycarpianum. Band 1: Editiones criticae. Mit armenisch-deutschem Text und englischer Übersetzung. Band 2: Textgeschichte und Rekonstruktion. Polykarp, Ignatius und der Redaktor Ps.-Pionius | Otto Zwierlein                                                                         | 2014          |                                                | 978-3-11-037100-0 |
| 117  | Il „Carmen Saliare“. Indagini filologiche e riflessioni linguistiche | Giulia Sarullo                                                                         | 2015          |                                                | 978-3-11-040044-1 |
| 118  | Texte zur Handlungsgliederung in Nea und Palliata | Adolf Primmer (Autor), Matthias J. Pernerstorfer/Alfred Dunshirn (Herausgeber)         | 2015          |                                                | 978-3-11-037097-3 |
| 119  | Die meteorologische Medizin des Corpus Hippocraticum | Anne Liewert                                                                           | 2015          |                                                | 978-3-11-041699-2 |
| 120  | C. Marius Victorinus, “Commenta in Ciceronis Rhetorica”. Band 1: Prolegomena. Band 2: Kritischer Kommentar und Indices | Thomas Riesenweber                                                                     | 2015          | zugl. Habil. Bonn 2012                         | 978-3-11-031637-7 |
| 121  | Word Order and Expressiveness in the „Aeneid“ | Paolo Dainotti                                                                         | 2015          |                                                | 978-3-11-038422-2 |
| 122  | Poesie-Erotik-Witz. Humorvoll-spöttische Versinschriften zu Liebe und Körperlichkeit in Pompeji und Umgebung | Andreas Spal                                                                           | 2016          | zugl. Diss. Köln 2014                          | 978-3-11-044775-0 |
| 123  | Die „Alethia“ des Claudius Marius Victorius. Bibeldichtung zwischen Epos und Lehrgedicht | Thomas Kuhn-Treichel                                                                   | 2016          | zugl. Diss. Göttingen 2016                     | 978-3-11-050125-4 |
| 124  | Prolegomena zur Editio Teubneriana des Lukrez | Marcus Deufert                                                                         | 2017          |                                                | 978-3-11-054998-0 |
| 125  | Aristoteles gegen Epikur. Eine Untersuchung über die Prinzipien der hellenistischen Philosophie ausgehend vom Phänomen der Bewegung | Andree Hahmann                                                                         | 2017          |                                                | 978-3-11-066025-8 |
| 126  | Aristobulos in Alexandria. Jüdische Bibelexegese zwischen Griechen und Ägyptern unter Ptolemaios VI. Philometor | Markus Mülke                                                                           | 2018          | zugl. Habil. Münster 2016                      | 978-3-11-071010-6 |
| 127  | Die „Carmina profana“ des Dracontius. Prolegomena und kritischer Kommentar zur Editio Teubneriana. Mit einem Anhang: Dracontius und die 'Aegritudo Perdicae'                                                                                                   | Otto Zwierlein                                                                         | 2017          |                                                | 978-3-11-052237-2 |
| 128  | „Fabellae“. Frammenti di favole latine e bilingui latino-greche di tradizione diretta (III-IV d.C.) | Maria Chiara Scappaticcio                                                              | 2019          |                                                | 978-3-11-056531-7 |
| 129  | Prolegomena a Donato, „Commentum ad Andriam“ | Carmela Cioffi                                                                         | 2018          |                                                | 978-3-11-058280-2 |
| 130  | Gebrochener Glanz. Klassische Tradition und Alltagswelt im Spiegel neuer und alter Grabepigramme des griechischen Ostens | Gregor Staab                                                                           | 2018          | zugl. Habil. Köln 2017                         | 978-3-11-059552-9 |
| 131  | Die Valerius Maximus-Epitome des Ianuarius Nepotianus | Rainer M. Jakobi                                                                       | im Erscheinen |                                                | 978-3-11-026600-9 |
| 132  | Cassiodor, ›Variae‹ 6. Einführung, Übersetzung und Kommentar | Friederike Gatzka                                                                      | 2019          | zugl. Diss. Göttingen 2017                     | 978-3-11-059546-8 |
| 133  | Die ›Carmina christiana‹ des Dracontius. Kritischer Kommentar | Otto Zwierlein                                                                         | 2019          |                                                | 978-3-11-064834-8 |
| 134  | Généalogies épiques. Les fonctions de la parenté et les femmes ancêtres dans la poésie épique grecque archaïque | Irini Kyriakou                                                                         | 2020          |                                                | 978-3-11-065315-1 |
| 135  | Trattati greci su barbarismo e solecismo. Introduzione ed edizione critica | Maria Giovanna Sandri                                                                  | 2020          |                                                | 978-3-11-065908-5 |
| 136  | L’ ›Ermotimo‹ di Luciano. Introduzione, traduzione e commento | Michele Solitario                                                                      | 2020          | zugl. Diss. Trient/Göttingen 2016              | 978-3-11-060951-6 |
| 137  | Von der Naturanlage zur Spitzenleistung. Eine Studie zu Pindars Menschenbild | Christian Vogel                                                                        | 2019          |                                                | 978-3-11-064545-3 |
| 138  | Chrésima. Exemplarische Studien zur frühchristlichen Chrêsis | Markus Mülke (Herausgeber)                                                             | 2019          |                                                | 978-3-11-064641-2 |
| 139  | Erzähler und Figur in Interaktion. Metalepsen in Homers ›Ilias‹ | Leonie von Alvensleben                                                                 | 2022          | zugl. Diss. Göttingen 2021                     | 978-3-11-026071-7 |
| 140  | Otium. Historisch-semantische Studie eines aristokratischen Konzepts in Später Republik und Frühem Prinzipat | Dirk Wiegandt                                                                          | im Erscheinen |                                                | 978-3-11-031490-8 |
| 141  | Valerius Maximus, ›Facta et dicta memorabilia‹, Book 8. Text, Introduction, and Commentary | John Briscoe                                                                           | 2019          |                                                | 978-3-11-066424-9 |
| 142  | Die Entstehung der Welt. Studien zum Straßburger Empedokles-Papyrus | Tom Wellmann                                                                           | 2020          | zugl. Diss. HU Berlin 2018                     | 978-3-11-063372-6 |
| 143  | Gorgias’ ›Lobrede auf Helena‹. Literaturgeschichtliche Untersuchungen und Kommentar | Jonas Schollmeyer                                                                      | 2020          | zugl. Diss. Leipzig 2019                       | 978-3-11-064390-9 |
| 144  | Der römische Hexameter. Statistische Untersuchungen zur epischen Verstechnik | Jonathan Geiger                                                                        | 2020          | zugl. Diss. Heidelberg 2018                    | 978-3-11-069891-6 |
| 145  | Amphiaraus. Ritual und Schwelle in Statius’ ›Thebais‹ | Nils Jäger                                                                             | 2020          | zugl. Diss. Göttingen 2017                     | 978-3-11-070094-7 |
| 146  | Bildung und Reisen in der römischen Kaiserzeit. Pepaideumenoi und Mobilität zwischen dem 1. und 4. Jh. n. Chr. | Christian Fron                                                                         | 2021          | zugl. Diss. Stuttgart 2014                     | 978-3-11-069871-8 |
| 147  | I composti nell’›Alessandra‹ di Licofrone. Studi filologici e linguistici | Andrea Pellettieri                                                                     | 2021          | zugl. Diss. Rom 2015/16                        | 978-3-11-070419-8 |
| 148  | La nascita del titolo nella letteratura greca. Dall’epica arcaica alla prosa di età classica | Emanuele Castelli                                                                      | 2020          |                                                | 978-3-11-070362-7 |
| 149  | The History of the Diadochoi in Book XIX of Diodoros’ ›Bibliotheke‹. A Historical and Historiographical Commentary | Alexander Meeus                                                                        | 2022          | zugl. Diss. Löwen 2009                         | 978-3-11-074195-7 |
| 150  | Trattati greci sui tropi. Introduzione ed edizione critica | Maria Giovanna Sandri                                                                  | 2023          | zugl. Diss. SNS Pisa 2021                      | 978-3-11-107214-2 |
| 151  | Pindar’s ›First Pythian Ode‹. Text, Introduction and Commentary | Almut Fries                                                                            | 2023          | zugl. Habil. Göttingen 2020                    | 978-3-11-112836-8 |
| 152  | Die ›Epistulae ad familiares‹ des Kaisers Augustus. Studien zur Textgeschichte in der Antike, Edition und Kommentar | Henning Ohst                                                                           | 2023          | zugl. Diss. Leipzig 2021                       | 978-3-11-119359-5 |
| 153  | Laevius – ein altlateinischer Liebesdichter. Studien, Text und Interpretationskommentar | Erik Pulz                                                                              | 2023          | zugl. Diss. Halle-Wittenberg 2021              | 978-3-11-123643-8 |
| 154  | Aulularia sive Querolus. Prolegomena und Kommentar | Yannick Brandenburg                                                                    | im Erscheinen |                                                | 978-3-11-100103-6 |
| 155  | The Orphic astrologer Critodemus. Fragments with annotated translation and commentary | Cristian Tolsa                                                                         | 2024          |                                                | 978-3-11-132876-8 |
| 156  | Die Zivilisierung der Barbaren. Eine Diskursgeschichte von Cicero bis Cassius Dio | Jonas Scherr                                                                           | 2023          | zugl. Diss. Frankfurt (Main)/Innsbruck 2015/16 | 978-3-11-133146-1 |
| 157  | Das ›Bellum Iudaicum‹ des Ambrosius | Otto Zwierlein                                                                         | 2024          |                                                | 978-3-11-058556-8 |
| 158  | Kallimachos: ›Ektheosis Arsinoes‹ in der Tradition griechischer Herrscherenkomiastik. Einleitung, Text und Kommentar | Zsolt Adorjáni                                                                         | im Erscheinen |                                                | 978-3-11-137100-9 |
| 159  | Untersuchungen zu Komik im ›Plutos‹ des Aristophanes | Hauke Schneider                                                                        | im Erscheinen |                                                | 978-3-11-139068-0 |
| 160  | Cicero, ›Pro M. Fonteio‹. Edition, Kommentar, Analyse und Interpretation | Giulia Marinelli                                                                       | im Erscheinen |                                                | 978-3-11-139052-9 |

## Rezeption
Die Untersuchungen gehören zu den angesehensten (überwiegend) deutschsprachigen Reihen auf dem Gebiet der klassischen Altertumswissenschaften. Mehrere Bände haben Aufmerksamkeit erregt, indem sie kontroverse Debatten innerhalb der klassischen Altertumswissenschaften und auch darüber hinaus angestoßen haben. Zu nennen ist hier zum Beispiel Detlev Fehlings These (Band 9; 1971), dass die vom antiken Historiker Herodot angeführten Quellen und Gewährsleute nur literarische Konstruktionen seien, und dass Herodot die von ihm beschriebenen Länder in Wahrheit gar nicht bereist habe.
In jüngerer Zeit hat Otto Zwierleins quellenkritische Arbeit zur Petrus-Tradition (Bd. 96; 2009 u. Bd. 109; 2013) für größere Aufmerksamkeit gesorgt: Weder sei Petrus erster Bischof von Rom gewesen (er habe vielmehr neben dem Herrenbruder Jakobus eine zentrale Rolle in der Gemeinde von Jerusalem gespielt), noch habe er Rom überhaupt jemals besucht, einen über Palästina und allenfalls die östlichen Provinzen Kleinasiens hinausreichenden Einfluss habe er niemals ausgeübt, und auch bei seinem Martyrium handle es sich um ein späteres Konstrukt aus missdeuteten und willkürlich zusammengezogenen Angaben der älteren Texte, die aber, richtig interpretiert, keinerlei Anhaltspunkt für eine solche Annahme böten.